# Encamp
Encamp – jest jedną z 7 parafii (jednostek administracyjnych) w Andorze. Siedzibą parafii jest Encamp. Innymi miejscowościami parafii są Vila, El Pas de la Casa, Grau Roig, el Tremat, la Mosquera i Les Bons. Najwyższy szczyt na terenie parafii to Pic dels Pessons (2865 m n.p.m.). 

## Demografia
Liczba ludności w poszczególnych latach: